# Louis-Hippolyte Lebas

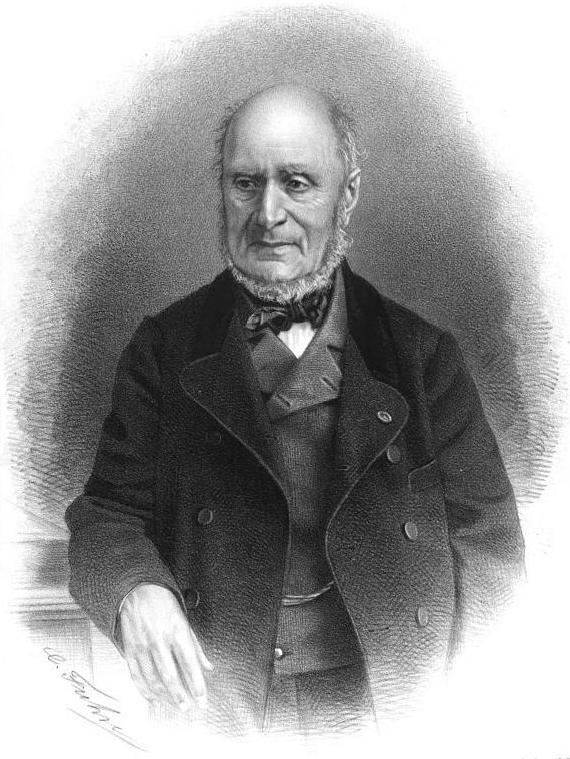
Porträt von Louis-Hippolyte Lebas

Louis-Hippolyte Lebas (* 31. März 1782 in Paris; † 12. Juni 1867 in Paris) war ein französischer Architekt. Er war Schüler der Architekten Charles Percier und Pierre-François-Léonard Fontaine.
Neben seiner herausragenden Lehrtätigkeit sind einige Bauten zu nennen, an denen er maßgeblich beteiligt war.

## Bauten
- Sein bekanntestes Werk ist die Notre-Dame-de-Lorette (9. Arrondissement von Paris), für die er verantwortlicher Architekt war.
- Er war außerdem unter der Aufsicht seines Lehrers Fontaine maßgeblich beteiligt an der Chapelle expiatoire (8. Arrondissement von Paris), die zum Gedenken an Ludwig XVI. und Marie-Antoinette von Ludwig XVIII. in Auftrag gegeben wurde.
- Unter der Leitung von Eloi Labarre (1764–1833) war er maßgeblich an der Fertigstellung des Palais Brongniart (2. Arrondissement von Paris), des Gebäudes der Pariser Börse, beteiligt, nachdem der ursprünglich von Napoleon Bonaparte beauftragte Architekt und Namensgeber Alexandre-Théodore Brongniart (1739–1813) vor der Fertigstellung verstorben war.
- Das Gefängnis Prison de la Roquette, genauer das Petite Roquette (11. Arrondissement von Paris)

## Lehrtätigkeit
Louis-Hippolyte Lebas unterrichtete an der École des Beaux-Arts zwischen 1843 und 1863.
Er war u. a. Lehrer der Architekten.
- Théodore Ballu (1817–1885) Architekt der Dreifaltigkeitskirche La Trinité (Paris)
- François Xavier Degeorge (1798–1842)
- Félix Thomas (1815–1875)

## Memoria
Nach Lebas wurde am 10. August 1868 unweit der von ihm entworfenen Kirche Notre-Dame-de-Lorette eine zwischen der Rue des Martyrs und Rue de Maubeuge verlaufene Verbindungsstraße benannt, die Rue Hippolyte Lebas.